# Wendy Fitzwilliam

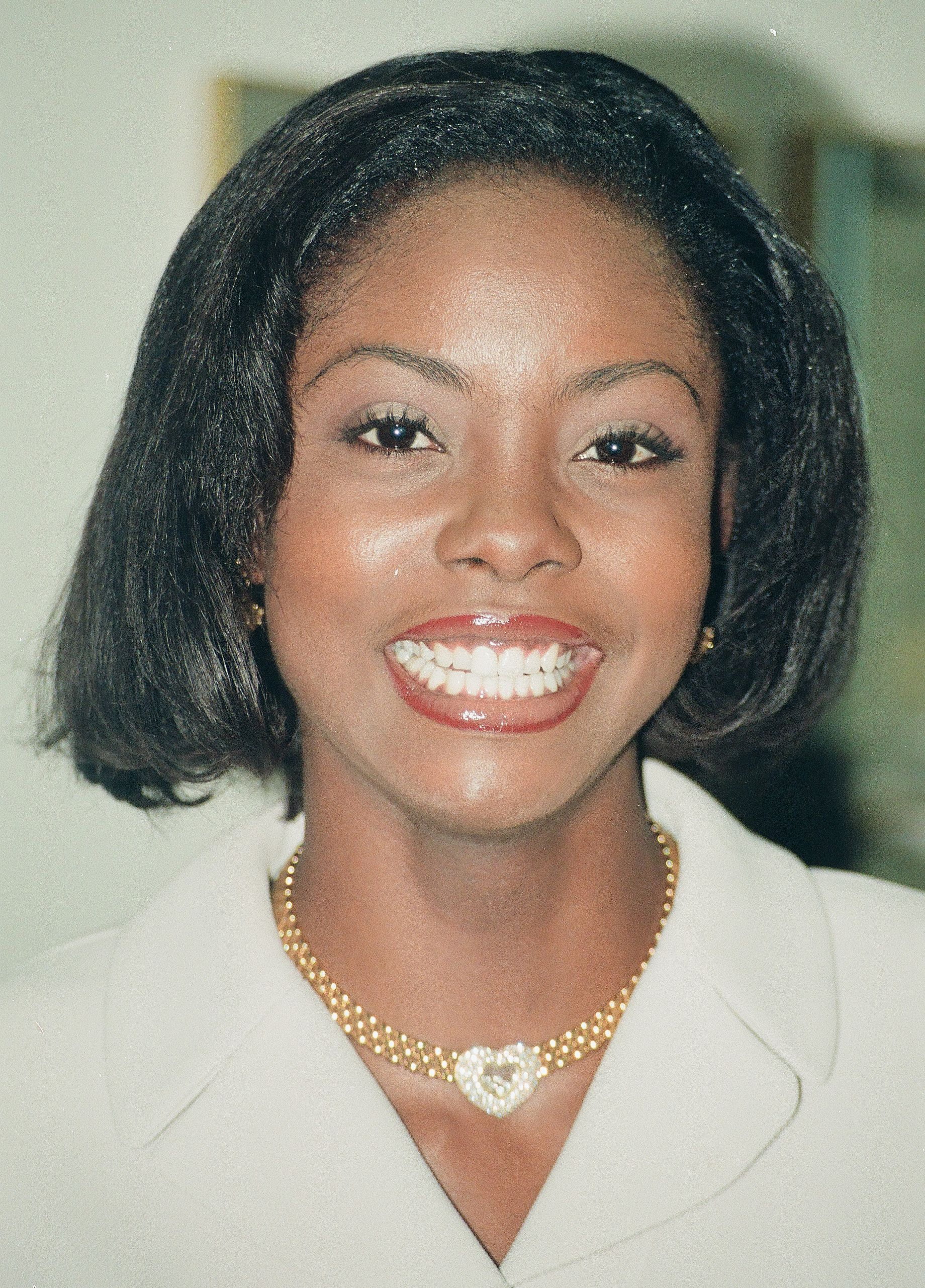
Wendy Fitzwilliam

Wendy Marcelle Fitzwilliam (* 4. Oktober 1972 in Diego Martin) ist eine trinidadische Anwältin und TV-Moderatorin sowie ein ehemaliges Model. 1998 wurde sie als zweite Trinidadierin und dritte Schwarze zur Miss Universe gekürt.

## Lebenslauf
Wendy Fitzwilliam wurde als erste von zwei Töchtern von Noel und Juditha Fitzwilliam geboren und wuchs in Diego Martin auf. Sie studierte an der University of the West Indies und der Hugh Wooding Law School Jura. Zwei Monate, bevor sie ihre Abschlussprüfungen als Rechtsanwältin absolvieren sollte, wurde sie am 12. Mai 1998 in Honolulu als zweite Trinidadierin nach Janelle Commissiong (1977) zur Miss Universe gekürt. Im Juni 1998 wurde sie für ihr Engagement bei der Bekämpfung von HIV von der UNFPA zur Sonderbotschafterin ernannt. Im September 1998 gründete Fitzwilliams die Hibiscus Foundation (THF), eine gemeinnützige Organisation zur Unterstützung HIV-positiver Kinder, deren Vorstand sie auch heute noch ist. Fitzwilliam ist auch Rote-Kreuz-Botschafterin der Jugend für die Karibischen Inseln. Nachdem sie im Mai 1999 als Miss Universe abgelöst wurde, setzte sie ihre Ausbildung zur Rechtsanwältin fort und erlangte am 31. Mai 2000 die Zulassung zur Anwaltskammer von Trinidad und Tobago. Wendy Fitzwilliam gebar im Mai 2006 einen Sohn. Seit 2013 ist sie vorsitzende Jurorin (head judge) der in 30 Ländern ausgestrahlten TV-Sendung Caribbean’s Next Top Model.

## Werke
- Letters to Ailan. Lexicon Trinidad, Caroni 2009, ISBN 978-976-631-053-0.